# Сезан (Канталь)
Сеза́н (фр. и окс. Cézens) — коммуна во Франции, находится в регионе Овернь. Департамент — Канталь. Входит в состав кантона Пьерфор. Округ коммуны — Сен-Флур.
Код INSEE коммуны — 15033.
Коммуна расположена приблизительно в 440 км к югу от Парижа, в 95 км южнее Клермон-Феррана, в 34 км к востоку от Орийака.

## Население
Население коммуны на 2008 год составляло 260 человек.
| 1962 | 1968 | 1975 | 1982 | 1990 | 1999 | 2008 |
| ---- | ---- | ---- | ---- | ---- | ---- | ---- |
| 455  | 492  | 409  | 374  | 332  | 261  | 260  |

## Администрация
| Период | Период | Фамилия      | Партия | Примечания |
| ------ | ------ | ------------ | ------ | ---------- |
| 2001   | 2008   | Роже Роллан  |        |            |
| 2008   |        | Микаэль Дени |        |            |

## Экономика
В 2007 году среди 159 человек в трудоспособном возрасте (15—64 лет) 123 были экономически активными, 36 — неактивными (показатель активности — 77,4 %, в 1999 году было 68,7 %). Из 123 активных работали 115 человек (69 мужчин и 46 женщин), безработных было 8 (2 мужчин и 6 женщин). Среди 36 неактивных 9 человек были учениками или студентами, 15 — пенсионерами, 12 были неактивными по другим причинам.

## Достопримечательности
- Крест XV века. Памятник истории с 1930 года[3]
- Церковь Сен-Жермен (XV век). Памятник истории с 1930 года[4]